# Чарот (посёлок)
Чарот (бел. Чарот) — посёлок в Морозовичском сельсовете Буда-Кошелёвского района Гомельской области Белоруссии.
На юге и севере граничит с лесом.

## География

### Расположение
В 6 км на юго-восток от районного центра и железнодорожной станции Буда-Кошелёвская (на линии Жлобин — Гомель), 45 км от Гомеля. На западной окраине проходит железная дорога.

## Транспортная сеть
Транспортные связи по просёлочной, затем автомобильной дороге Буда-Кошелёво — Уваровичи. Планировка состоит из короткой улицы, ориентированной с юго-запада на северо-восток и застроенной деревянными домами усадебного типа.

## История
Основан в 1920-х годах переселенцами с соседних деревень на бывших помещичьих землях. В 1930 году жители посёлка вступили в колхоз. В 1959 году в составе совхоза «Морозовичи» (центр — деревня Морозовичи).

## Население

### Численность
- 2004 год — 8 хозяйств, 15 жителей.

### Динамика
- 1959 год — 60 жителей (согласно переписи).
- 2004 год — 8 хозяйств, 15 жителей.